# Tanaorhinus dimissa
Tanaorhinus dimissa là một loài bướm đêm trong họ Geometridae.